# Scott Skiles
Scott Allen Skiles (La Porte, Indiana, 5 de marzo de 1964) es un exjugador y entrenador de baloncesto estadounidense que jugó durante 10 temporadas en la NBA. Con 1,85 metros de estatura, jugaba en la posición de base. Como jugador tiene el récord histórico de asistencias en un partido, con 30.

## Trayectoria deportiva

### High School
En 1982, Skiles llevó al Plymouth High School a ganar el campeonato estatal de Indiana. Plymouth, sin ningún titular que midiera más de 1,88 metros y ningún reserva por encima de 1,99, estaba considerado como el instituto más débil en la Final Four del torneo estatal, a pesar de obtener un balance de 26 victorias y una derrota en la fase regular. Sorprendentemente ganaron el campeonato 75-74 después de 2 prórrogas sobre los favoritos Gary Roosevelt. En ese partido, Skiles anotó 39 puntos que fueron decisivos para la victoria final. Fue el instituto más pequeño en ganar el título estatal desde que Milan lo ganara en 1954, cuya historia está inmortalizada en la película Hoosiers. En 1982 Skiles lideró la competición estatal con 30,2 puntos por partido.

### Universidad
Jugó durante 4 temporadas con los Spartans de la Universidad Estatal de Míchigan, donde promedió 18,2 puntos y 5,5 asistencias. En su año sénior fue nombrado MVP de la Big Ten Conference. Dejó la universidad como el máximo anotador hasta entonces (2.145 puntos), manteniendo en la actualidad el récord de más puntos en una temporada (850).

### Profesional
Fue elegido en el puesto 22 del Draft de la NBA de 1986 por Milwaukee Bucks, donde solo jugó una temporada, siendo transpasdo al año siguiente a Indiana Pacers. 
Dos años más tarde llegó a Orlando Magic, equipo que lo eligió en el draft de expansión. Allí, el 30 de diciembre de 1990, consiguió dar 30 asistencias en un partido, récord de la NBA hasta la fecha, superando al anterior, que lo poseía Kevin Porter con 29. Ese año promedió 17,2 puntos y 8,4 asistencias, doblando prácticamente sus cifras del año anterior, por lo que fue elegido Jugador Más Mejorado de la NBA. 
Pasó posteriormente por Washington Bullets y Philadelphia 76ers, para acabar su carrera profesional en Grecia, en el PAOK Salónica BC.
En sus 10 años como profesional en la NBA promedió 11,1 puntos y 6,5 asistencias por partido.

### Entrenador
Comenzó su carrera en la NBA como entrenador como asistente de los Phoenix Suns en la temporada 1997-98, siendo elegido al año siguiente como entrenador principal. En tres años llevó a los Suns a los playoffs de la NBA en dos ocasiones.
En 2003 firmó como entrenador de los Chicago Bulls, cargo que ostentó hasta diciembre de 2007, cuando fue despedido debido a los malos resultados.
El 21 de abril de 2008 fichó por Milwaukee Bucks.
En enero de 2013 rescinde su contrato de forma mutua con los Bucks dejando a cargo del equipo a su ayudante Jim Boylan.
En mayo de 2015 ficha por Orlando Magic como entrenador jefe. El 12 de mayo de 2016, tras una temporada y un récord de 30-52, los Magic rescinden su contrato.

## Estadísticas de su carrera en la NBA

### Temporada regular
| Año     | Equipo       | PJ  | PT  | MPP  | %TC  | %3P  | %TL  | RPP | APP | ROB | TPP | PPP  |
| ------- | ------------ | --- | --- | ---- | ---- | ---- | ---- | --- | --- | --- | --- | ---- |
| 1986-87 | Milwaukee    | 13  | 0   | 15.8 | .290 | .214 | .833 | 2.0 | 3.5 | .4  | .1  | 3.8  |
| 1987-88 | Indiana      | 51  | 2   | 14.9 | .411 | .300 | .833 | 1.3 | 3.5 | .4  | .1  | 4.4  |
| 1988-89 | Indiana      | 80  | 13  | 19.6 | .448 | .267 | .903 | 1.9 | 4.9 | .8  | .0  | 6.8  |
| 1989-90 | Orlando      | 70  | 32  | 20.9 | .409 | .394 | .874 | 2.3 | 4.8 | .5  | .1  | 7.7  |
| 1990-91 | Orlando      | 79  | 66  | 34.4 | .445 | .408 | .902 | 3.4 | 8.4 | 1.1 | .1  | 17.2 |
| 1991-92 | Orlando      | 75  | 63  | 31.7 | .414 | .364 | .895 | 2.7 | 7.3 | 1.0 | .1  | 14.1 |
| 1992-93 | Orlando      | 78  | 78  | 39.6 | .467 | .340 | .892 | 3.7 | 9.4 | 1.1 | .0  | 15.4 |
| 1993-94 | Orlando      | 82  | 46  | 28.1 | .429 | .412 | .878 | 2.3 | 6.1 | .6  | .0  | 9.9  |
| 1994-95 | Washington   | 62  | 62  | 33.5 | .455 | .421 | .886 | 2.6 | 7.3 | 1.1 | .1  | 13.0 |
| 1995-96 | Philadelphia | 10  | 9   | 23.6 | .351 | .441 | .800 | 1.6 | 3.8 | .7  | .0  | 6.3  |
| Total   | Total        | 600 | 371 | 28.0 | .435 | .379 | .889 | 2.5 | 6.5 | .8  | .0  | 11.1 |

### Playoffs
| Año   | Equipo  | PJ | PT | MPP  | %TC  | %3P  | %TL   | RPP | APP | ROB | TPP | PPP |
| ----- | ------- | -- | -- | ---- | ---- | ---- | ----- | --- | --- | --- | --- | --- |
| 1994  | Orlando | 2  | 0  | 11.5 | .500 | .000 | 1.000 | .5  | 1.5 | .0  | .0  | 4.5 |
| Total | Total   | 2  | 0  | 11.5 | .500 | .000 | 1.000 | .5  | 1.5 | .0  | .0  | 4.5 |

## Estadísticas como entrenador
| Equipo    | Año     | P   | V   | D   | V–D% | Finalizado       | PP | VP | DP | PV–D% | Resultado                            |
| --------- | ------- | --- | --- | --- | ---- | ---------------- | -- | -- | -- | ----- | ------------------------------------ |
| Phoenix   | 1999-00 | 62  | 40  | 22  | .645 | 3.º en Pacific   | 9  | 4  | 5  | .444  | Pierde en Semifinales de Conferencia |
| Phoenix   | 2000-01 | 82  | 51  | 31  | .622 | 3.º en Pacific   | 4  | 1  | 3  | .250  | Pierde en Primera ronda              |
| Phoenix   | 2001-02 | 51  | 25  | 26  | .490 | (renuncia)       | —  | —  | —  | —     | —                                    |
| Chicago   | 2003-04 | 66  | 19  | 47  | .288 | 8.º en Central   | —  | —  | —  | —     | No Playoffs                          |
| Chicago   | 2004-05 | 82  | 47  | 35  | .573 | 2.º en Central   | 6  | 2  | 4  | .333  | Pierde en Primera ronda              |
| Chicago   | 2005-06 | 82  | 41  | 41  | .500 | 4.º en Central   | 6  | 2  | 4  | .333  | Pierde en Primera ronda              |
| Chicago   | 2006-07 | 82  | 49  | 33  | .598 | 3.º en Central   | 10 | 6  | 4  | .600  | Pierde en Semifinales de Conferencia |
| Chicago   | 2007-08 | 25  | 9   | 16  | .360 | (despedido)      | —  | —  | —  | —     | —                                    |
| Milwaukee | 2008-09 | 82  | 34  | 48  | .415 | 5.º en Central   | —  | —  | —  | —     | No Playoffs                          |
| Milwaukee | 2009-10 | 82  | 46  | 36  | .561 | 2.º en Central   | 7  | 3  | 4  | .429  | Pierde en Primera ronda              |
| Milwaukee | 2010-11 | 82  | 35  | 47  | .427 | 3.º en Central   | —  | —  | —  | —     | No Playoffs                          |
| Milwaukee | 2011-12 | 66  | 31  | 35  | .470 | 3.º en Central   | —  | —  | —  | —     | No Playoffs                          |
| Milwaukee | 2012-13 | 32  | 16  | 16  | .500 | (renuncia)       | —  | —  | —  | —     | —                                    |
| Orlando   | 2015-16 | 82  | 35  | 47  | .427 | 5.º en Southeast | —  | —  | —  | —     | No Playoffs                          |
| Total     | Total   | 958 | 478 | 480 | .499 |                  | 42 | 18 | 24 | .429  |                                      |

## Logros y reconocimientos
- Récord de la NBA de más asistencias en un partido (30; 30 de diciembre de 1990).
- Jugador Más Mejorado de la NBA en 1991.
- Segundo equipo All-American consensuado (1986).
- Big Ten Player of the Year (1986).
- Su dorsal #4 fue retirado por los Michigan State Spartans.